# تسوبرسدورف
تسوبرسدورف (به فرانسوی: Zœbersdorf) یک کمون در فرانسه است که در Canton of Hochfelden واقع شده‌است.

## خصوصیات
تسوبرسدورف ۱٫۸۵ کیلومترمربع مساحت و ۱۸۴ نفر جمعیت دارد و ۲۲۰ متر بالاتر از سطح دریا واقع شده‌است.